# Dasychira cinctata
Dasychira cinctata är en fjärilsart som beskrevs av Moore 1879. Dasychira cinctata ingår i släktet Dasychira och familjen tofsspinnare. Inga underarter finns listade i Catalogue of Life.